# Stefanos Joanidis
Stefanos Joanidis (gr. Στέφανος Ιωαννίδης; ur. 23 marca 1933) – grecki zapaśnik walczący w stylu wolnym. Czterokrotny olimpijczyk. Zajął osiemnaste miejsce w Rzymie 1960. Odpadł w eliminacjach w Tokio 1964, Meksyku 1968 i Monachium 1972. Walczył w kategorii 62 – 70 kg.
Piąty na mistrzostwach świata w 1965. Piąty na mistrzostwach Europy w 1968. Mistrz igrzysk śródziemnomorskich w 1967; drugi w 1975; trzeci w 1963 roku.